# هرمنغيلدو سانتوس
هرمنغيلدو سانتوس (بالبرتغالية: Hermenegildo Santos) مواليد 16 أغسطس 1990 في لواندا، هو لاعب كرة سلة أنغولي. يلعب مع نادي بريميرو دي أغوستو كلاعب هجوم خلفي. يحمل الرقم 16.

## روابط خارجية
- هرمنغيلدو سانتوس على موقع الاتحاد الدولي لكرة السلة (الإنجليزية)
- هرمنغيلدو سانتوس على موقع كرة السلة الأوروبية.كوم (الإنجليزية)
- هرمنغيلدو سانتوس على موقع ريلجم (الإنجليزية)
- هرمنغيلدو سانتوس على موقع بروبوليرز (الإنجليزية)
- هرمنغيلدو سانتوس على موقع سبورتس رفرنس (الإنجليزية)